# انسنادا
انسنادا (به اسپانیایی: Ensenada) یک منطقهٔ مسکونی در آرژانتین است که در Ensenada Partido واقع شده‌است. انسنادا ۵۴٬۴۶۳ نفر جمعیت دارد و ۴ متر بالاتر از سطح دریا واقع شده‌است.